# 多和田真三郎
多和田 真三郎（たわた しんさぶろう、1993年4月13日 - ）は、沖縄県中頭郡中城村出身の元プロ野球選手（投手、右投右打）。

## 経歴

### プロ入り前
津覇小学校1年生の時に津覇少年野球クラブで野球を始め、4年生から投手になった。中城中学校では軟式の野球部に所属した。
中部商業高校では1年生の秋にベンチ入りし、2年生の秋にはエースとなったが3年生の全国高等学校野球選手権沖縄大会の決勝戦で糸満高校に敗れ準優勝となったのが最高成績だった。
富士大学では、1年生の春季から登板。2012年11月11日、第43回明治神宮野球大会2回戦国際武道大学戦で、1年生では史上2人目、大会史上4人目のノーヒットノーランを達成した。3年時の2014年8月30日、北東北大学野球秋季リーグのノースアジア大学戦で、これまでのリーグ1試合奪三振記録17を上回る18奪三振を記録した。同年11月14日、第45回明治神宮野球大会1回戦創価大学戦に先発登板したが3回2/3を投げて7失点でチームは2-9でコールド負けした。4年時の2015年、春季リーグの終盤で右肩腱板に炎症を起こし、6月に行われた第64回全日本大学野球選手権大会および秋季リーグには登板しなかった。北東北大学野球リーグでは1年秋季に最優秀防御率賞と最優秀選手賞、2年春季に最優秀選手賞・秋季に優秀選手賞、3年秋季と明治神宮野球大会第6回東北地区代表決定戦でそれぞれ最優秀選手賞を受賞した。ベストナイン（投手）には2年春季、3年秋季、4年春季に選ばれている。大学通算で46試合に登板、316回1/3を投げ、32勝8敗、防御率1.08だった。また、当時のリーグ新記録の299個の通算奪三振を記録した。なおリーグ通算最多奪三振は後に髙橋優貴により301に更新された。
2015年10月12日に行われたプロ野球ドラフト会議で埼玉西武ライオンズから1巡目で指名を受け、契約金1億円プラス出来高払い5000万円、年俸1500万円（金額は推定）で合意し、入団。背番号は「18」に決まった。ドラフト前に西武が1位指名を明言し公表したが、1位指名選手を明言したのは2014年の髙橋光成に続き2年連続だった。また、富士大学からドラフトで西武へ入団したのは2013年入団の山川穂高、2014年入団の外崎修汰に続き3年連続となった。

### 西武時代
2016年1月に行われた新人合同自主トレの投球練習で大学4年生時に右肩を痛めて以来、247日ぶりに投球を行った。5月14日に出場選手登録され、同日の対北海道日本ハムファイターズ戦でプロ初登板・初先発し、1回0/3を投げ被安打3、奪三振1、与四球3、自責点4で敗戦投手になった。2回に無死満塁から三者連続押し出し四球を記録したが、新人選手が初登板で三者連続押し出しを記録したのは1940年に小野寺洋が記録して以来2人目のことだった。6月19日、対東京ヤクルトスワローズ戦に「8番・投手」で先発出場し、5回を投げ5失点でプロ初勝利を挙げた。7月14日に行われたフレッシュオールスターゲームでイースタン・リーグの選抜メンバーに選ばれ、5回裏に4番手で登板し1回を投げ無失点だった。8月11日の日本ハム戦では先発登板して9回を投げ被安打3、奪三振8、与四球1、無失点の成績で初完投・初完封勝利を挙げた。なお、この年の新人選手の中では一番初めの完封勝利だった。
2017年は右肩違和感の影響もあり、16試合の登板に終わり5勝5敗、防御率3.44だった。オフの10月12日に第1回アジア プロ野球チャンピオンシップの日本代表に選出された。
2018年、3,4月は5戦5勝、防御率2.06と活躍し3・4月度の月間MVPを受賞した。5月5日の東北楽天ゴールデンイーグルス戦では、球団タイ記録となる開幕から6戦6連勝を挙げる。7月24日のオリックス・バファローズ戦では、自身初の2桁勝利を挙げた。9月以降は再び調子を上げ、9,10月は5戦4勝、防御率1.54の活躍で同年2度目の月間MVPを受賞。チームで唯一開幕から閉幕まで先発ローテーションを守り続け、26試合に登板。リーグ最多の5完投、16勝を挙げ、自身初のタイトルとなる最多勝利を獲得してチーム10年ぶりのリーグ優勝に貢献。福岡ソフトバンクホークスとのクライマックスシリーズファイナルステージでは第2戦に先発。6回5失点と苦しい投球内容だったが、打線の援護もあり勝利投手となった。
2019年、菊池雄星のシアトル・マリナーズへの移籍により、自身初となる開幕投手を務めた。しかし、不安定な投球や打線の援護がない試合が続き5月26日に一軍登録を抹消された。その後、多和田は二軍での調整が続き、7月20日の対オリックス・バファローズ戦で一軍に復帰したが、6回3失点で敗戦投手となった。その後、体調の不調を訴えて診察を受けたところ頻脈性不整脈と診断され、通院による治療を受けることとなり、12試合に登板して1勝6敗、防御率5.83と前年を大きく下回る成績で戦線離脱となり、そのままシーズンを終えた。12月23日に球団から不整脈の原因が自律神経失調症によるものであることが公表され、これを受けて、球団側では多和田について契約保留選手（最長2021年1月9日まで）とする措置を執り、多和田の病状回復を待って選手活動に復帰できる目処がついた時点で契約更改を行う方針であることも明らかにされた。
2020年1月15日に練習を再開したが、春季キャンプは不参加となった。契約保留のままながら3月24日より三軍練習に合流。その後、7月30日に支配下選手登録された。イースタン・リーグの対巨人戦（CAR3219フィールド）で実戦復帰を果たし、先発で6回12被安打5失点という内容だった。なお、前シーズンまでとは違い、髪を伸ばし髭を蓄えた容貌で姿を現した。二軍公式戦には5試合登板し、1勝2敗、防御率3.65という内容だった。11月3日、翌年の契約を結ばない旨が球団より発表されたが、西武の渡辺久信ゼネラルマネージャーは多和田について「支配下として重圧がかかると厳しいと感じた。まずは病気をしっかり治すことが大事」と経緯を説明した。加えて「野球を続ける意思があるのでサポートしていきたい」と、12月17日には育成選手として球団と再契約を結んだ。
2021年の春季キャンプも不参加となった。開幕後、多和田はブルペンでの投球練習までは行っていたものの実戦復帰までには至らず、イースタン・リーグ公式戦への登板機会はなかった。10月5日、多和田は球団から2度目の戦力外通告を受けた。西武の渡辺ゼネラルマネージャーは多和田との翌年の契約を結ばなかったことについて、「プロの世界ですから、プロとして、仕事がなかなかできない状況というので、来季の契約に関しては難しいだろうなという判断です」と説明した。多和田は、球団を通じて「今後についてはピッチャーとして野球を続けていければと思っています」と現役続行の意向を示している。

### 西武退団後
12月8日にメットライフドームで行われた12球団合同トライアウトに参加し、打者3人と対戦。1人目の松尾大河には緊張のためストレートの四球を与えたものの、続く片山博視、武田健吾も抑え込み、直球は最速146km/hを記録した。
西武退団後の多和田の去就は報じられていなかったが、2022年9月開催の第77回天皇賜杯全日本軟式野球大会ENEOSトーナメントの北海道北代表・六花亭チームの出場メンバーに多和田が登録されており、社会人軟式野球に活動の場を移してプレーを継続していることが判明した。この第77回ENEOSトーナメントでは9月17日の1回戦・対養和会戦で、5回裏から2番手として登板。2回を投げて被安打2、無失点で抑えている。
翌2023年も六花亭で引き続きプレーしており、第78回ENEOSトーナメントでは9月16日の1回戦・対キタNDSクラブ戦と17日の2回戦・対大分銀行戦で先発投手として登板している。
同年11月15日、鎌ケ谷スタジアムで開催の12球団合同トライアウトに2年ぶりに参加。六花亭のユニフォームでの参加で、シート打撃で打者3人と対戦し、佐藤優悟を中飛、居谷匠真を三振に打ち取り、福田秀平には粘られた末にフルカウントから四球を与えた。六花亭在籍時は硬式球で練習することはあまりなかったというが、最速143km/hを計測した。

## 選手としての特徴
最速152km/hの直球（プロ入り後の最速は151km/h）、スライダー、フォークを軸に、時折カーブ、シンカーも混ぜる。
他には類を見ない程、深く沈み込む投球フォームが特徴。低いリリースポイントから繰り出されるボールは打者から浮き上がるように見え、時に鋭くシュート回転し打者の胸元を抉るという。

## 人物
2017年10月に一般女性と結婚していたことが12月2日に発表された。翌2018年8月28日に第一子が誕生。

## 詳細情報

### 年度別投手成績
| 年 度     | 球 団     | 登 板 | 先 発 | 完 投 | 完 封 | 無 四 球 | 勝 利 | 敗 戦 | セ 丨 ブ | ホ 丨 ル ド | 勝 率 | 打 者 | 投 球 回 | 被 安 打 | 被 本 塁 打 | 与 四 球 | 敬 遠 | 与 死 球 | 奪 三 振 | 暴 投 | ボ 丨 ク | 失 点 | 自 責 点 | 防 御 率 | W H I P |
| --------- | --------- | ----- | ----- | ----- | ----- | -------- | ----- | ----- | -------- | ----------- | ----- | ----- | -------- | -------- | ----------- | -------- | ----- | -------- | -------- | ----- | -------- | ----- | -------- | -------- | ------- |
| 2016      | 西武      | 18    | 18    | 2     | 1     | 0        | 7     | 5     | 0        | 0           | .583  | 433   | 98.2     | 101      | 6           | 40       | 0     | 8        | 91       | 10    | 0        | 51    | 48       | 4.38     | 1.43    |
| 2017      | 西武      | 16    | 16    | 2     | 2     | 1        | 5     | 5     | 0        | 0           | .500  | 411   | 96.2     | 93       | 11          | 26       | 0     | 8        | 74       | 3     | 0        | 39    | 37       | 3.44     | 1.23    |
| 2018      | 西武      | 26    | 26    | 5     | 2     | 1        | 16    | 5     | 0        | 0           | .762  | 730   | 172.2    | 173      | 12          | 47       | 0     | 11       | 102      | 5     | 0        | 81    | 73       | 3.81     | 1.27    |
| 2019      | 西武      | 12    | 12    | 1     | 1     | 0        | 1     | 6     | 0        | 0           | .143  | 306   | 66.1     | 84       | 8           | 25       | 0     | 6        | 37       | 3     | 0        | 47    | 43       | 5.83     | 1.64    |
| 通算：4年 | 通算：4年 | 72    | 72    | 10    | 6     | 2        | 29    | 21    | 0        | 0           | .580  | 1880  | 434.1    | 451      | 37          | 138      | 0     | 33       | 304      | 21    | 0        | 218   | 201      | 4.17     | 1.36    |

- 2022年度シーズン終了時
- 各年度の太字はリーグ最高

### 年度別投手（先発）成績所属リーグ内順位
| 年 度 | 年 齢 | リ ｜ グ   | 完 投 | 完 封 | 勝 利 | 勝 率 | 投 球 回 | 奪 三 振 | 防 御 率 |
| ----- | ----- | ---------- | ----- | ----- | ----- | ----- | -------- | -------- | -------- |
| 2016  | 23    | パ・リーグ | -     | -     | -     | -     | -        | -        | -        |
| 2017  | 24    | パ・リーグ | -     | -     | -     | -     | -        | -        | -        |
| 2018  | 25    | パ・リーグ | 1位   | 2位   | 1位   | 2位   | 2位      | 9位      | 8位      |
| 2019  | 26    | パ・リーグ | -     | -     | -     | -     | -        | -        | -        |

### 年度別守備成績
| 年 度 | 球 団 | 投手  | 投手  | 投手  | 投手  | 投手  | 投手     |
| 年 度 | 球 団 | 試 合 | 刺 殺 | 補 殺 | 失 策 | 併 殺 | 守 備 率 |
| ----- | ----- | ----- | ----- | ----- | ----- | ----- | -------- |
| 2016  | 西武  | 18    | 5     | 21    | 0     | 2     | 1.000    |
| 2017  | 西武  | 16    | 4     | 9     | 0     | 0     | 1.000    |
| 2018  | 西武  | 26    | 15    | 22    | 1     | 2     | .974     |
| 2019  | 西武  | 12    | 5     | 13    | 0     | 0     | 1.000    |
| 通算  | 通算  | 72    | 29    | 65    | 1     | 4     | .989     |

- 2021年度シーズン終了時

### タイトル
- 最多勝利：1回（2018年）

### 表彰
- 月間MVP：2回（投手部門：2018年3・4月、9・10月）
- 最優秀バッテリー賞：1回（2018年 捕手：森友哉）
- スピードアップ賞：1回（投手部門：2018年）

### 記録
初記録
投手記録
- 初登板・初先発登板：2016年5月14日、対北海道日本ハムファイターズ10回戦（札幌ドーム）、1回0/3を4失点で敗戦投手
- 初奪三振：同上、1回裏に陽岱鋼から空振り三振
- 初勝利・初先発勝利：2016年6月19日、対東京ヤクルトスワローズ3回戦（明治神宮球場）、5回5失点
- 初完投勝利・初完封勝利：2016年8月11日、対北海道日本ハムファイターズ20回戦（札幌ドーム）、9回3被安打8奪三振

打撃記録
- 初打席：2016年6月4日、対阪神タイガース2回戦（阪神甲子園球場）、3回表にランディ・メッセンジャーから空振り三振

### 背番号
- 18（2016年 - 2020年）
- 118（2021年）

### 代表歴
- 2017 アジア プロ野球チャンピオンシップ 日本代表